# Trận Mysunde
Trận Mysunde đã diễn ra vào ngày 2 tháng 2 năm 1864, là trận đánh đầu tiên giữa quân đội liên minh Phổ - Áo và quân đội Đan Mạch trong cuộc Chiến tranh Schleswig lần thứ hai. Lực lượng tiền vệ của Phổ gồm 1 vạn binh lính đã cố gắng đột phá và bọc sườn các lực lượng phòng ngự của Đan Mạch tại Danevirke, nhưng bị đội quân đồn trú trong công sự và hai tiểu đoàn của quân đội Đan Mạch đánh bật.
Tình hình cho thấy rằng một cuộc tấn công trực diện vào Mysunde là cách duy nhất để quân đội Phổ chiếm được vị trí phòng ngự này, và trong khi người Phổ có thể có ưu thế về quân số để giành thắng lợi, con số thương vong sẽ rất cao – một điều không thể chấp nhận được đối với bộ chỉ huy tối cao của Phổ trong cuộc chiến tranh nhạy cảm về mặt chính trị này. Vào lúc 16:00, các lực lượng của Phổ bắt đầu rút lui.

## Tổng quan
Trong khi quân đội Đan Mạch chịu thiệt hại là 9 sĩ quan và 132 binh lính tử trận và bị thương trong trận đánh này, quân đội Phổ thiệt hại 12 sĩ quan và 187 binh lính. Phần lớn tổn thất của các lực lượng của Phổ thuộc về Tiểu đoàn bắn súng trường của Trung đoàn số 15 (60 binh sĩ) và Tiểu đoàn số 2 của Trung đoàn số 60 (40 binh sĩ). Một cuộc ngừng bắn đã được dàn xếp để chôn cất tử sĩ và cứu chữa cho thương binh. Nhờ có thỏa ước này, người Phổ giải thoát cho một đại đội gồm khoảng 100 binh lính vốn đã tiến quá xa và đang trong tình trạng bấp bênh ở gần sát các vị trí phòng ngự của Đan Mạch. Cuộc trốn chạy của họ nhờ vào thỏa ước đã khiến c ho các binh sĩ Đan Mạch giận dữ, mặc dù họ cũng vui lòng khi nhìn thấy quân lính Phổ "...bỏ chạy nhanh như họ có thể".
Cuộc tấn công của quân đội Phổ đã bị bẻ gãy, nhưng Hoàng thân Carl Friedrich đã cố gắng xoa dịu thất bại của mình bằng việc nhấn mạnh sự bất lợi của địa hình và ca ngợi lòng can trường của những người lính dưới quyền ông. Trận đánh đóng một vai trò quan trọng vì nó là cuộc thử sức đầu tiên của lực lượng quân đội Phổ mới các cuộc cải cách của Albrecht Graf von Roon, Edwin von Manteuffel va Helmuth von Moltke. Mặc dù thua trận, lực lượng bộ binh và pháo binh của Phổ được nhìn nhận là đã chiến đấu tốt trong cuộc giao tranh tại Mysunde.
Đối với người Đan Mạch, cuộc phòng ngự thành công vị trí của họ đã ngăn ngừa đối phương bao vây và tiêu diệt quân đội Đan Mạch tại Danevirke. Chiến thắng này đã lên dây cót cho tinh thần của cả quân đội lẫn công chúng, nhưng không may, nó cũng củng cố niềm tin của Đan Mạch vào Danevirke như một tuyến phòng ngự bất khả xâm phạm. Do đó, chỉ 4 ngày sau đó, thắng lợi tại Mysunde đã "đổ dầu vào lửa" cho sự tổn thương mà công chúng cảm nhận khi Tướng de Meza xuống lệnh cho quân đội Đan Mạch triệt thoái khỏi Danevirke. Tướng Gerlach – người chỉ huy Sư đoàn số 1 của Đan Mạch phòng vệ Mysunde – đã nhậm chức tổng chỉ quân đội Đan Mạch một cách bất đắc dĩ sau khi De Meza bị sa thải.